# Fallen (Evanescence)
Fallen è il primo album in studio del gruppo musicale statunitense Evanescence, pubblicato il 4 marzo 2003 dalla Wind-up Records.
Nonostante sia stato preceduto da Origin tre anni prima, è considerato l'album di debutto della band soprattutto perché è stato il loro primo elemento discografico ad essere stato pubblicato in tutto il mondo. È diventato il disco di maggior successo del gruppo, stazionando per circa cento settimane nelle classifiche statunitensi, venendo inoltre certificato sette volte disco di platino dalla RIAA. L'album ha valso al gruppo cinque nomination ai Grammy Awards 2004, come Album dell'anno, miglior album rock, miglior canzone rock, miglior interpretazione hard rock e miglior artista esordiente, vincendo nelle categorie miglior artista esordiente e miglior interpretazione hard rock.

## Produzione
Per preparare il materiale di Fallen sono occorsi otto anni. La band ha integrato alcune demo registrate prima delle sedute di registrazione dell'album.
La band ha registrato l'album in più sedi, tra cui i Track Record Inc. & NRG Recording Studios, gli Ocean Studios e i Conway Recording Studios, situati tutti in California. Le prime registrazioni di Fallen sono state eseguite negli Ocean Studios a Burbank, in cui è stata realizzata in buona parte Bring Me to Life per la colonna sonora del film Daredevil.

## Tematiche
(Ben Moody analizza Fallen.)
Going Under apre l'album e parla di una relazione infranta e superata. Fu l'ultimo ad essere scritto per Fallen ed era stato annunciato come primo singolo, ma infine fu scelto come secondo.
Bring Me to Life, scritta ancora dalla Lee, fu ispirata da un incidente che le capitò mentre sedeva in un ristorante. Poco tempo fa, Lee spiegò di averla dedicata ad un suo vecchio amico, e attuale marito, Josh. Diversi religiosi si sforzarono di darle un significato cristiano, leggendo nel testo il cammino dell'anima per arrivare a Dio.
La sorella di Amy, Carrie Lee, era affascinata dalle popstar Britney Spears e Christina Aguilera e questo ispirò Everybody's Fool. Lee disse che Carrie, che al tempo aveva otto anni, iniziò a vestirsi come le due star, e ciò infiammò la Lee.
My Immortal fu scritta dal chitarrista del gruppo, Ben Moody, e Lee aggiunse solo il bridge. Per l'autore, il brano parla di uno spirito che vaga dopo la morte, rimane al tuo fianco e ti caccia per non lasciarti mai più solo. Ben riportò sul fascicolo contenuto in Fallen di averlo dedicato al nonno, Bill Holcomb.
Haunted è basata su un racconto scritto da Ben Moody che ispirò Lee nel testo. Parla di una bambina rimasta intrappolata in un castello che si trasforma in un disordinato guazzabuglio. La storia fu mandata in rete da Moody su EvBoard.com.
Hello fu scritta in memoria della sorella di Lee, come Like You in The Open Door.
Tourniquet, scritta da Rocky Gray per il suo gruppo Soul Embraced, lancia un messaggio cristiano con la tematica del suicidio. È letto dalla prospettiva di un uomo che ha appena commesso un atto suicida.

## Accoglienza
I critici musicali hanno alternato recensioni miste ad altre positive del disco. Johnny Loftus di AllMusic ha dato all'album un punteggio di quattro stelle su cinque e ha detto "l'album presenta inserti di nu-metal riservati agli adulti (Everybody's Fool, Going Under). Ma è il gothic rock sinfonico di gruppi come i Type O Negative che influenza la gran parte di Fallen". Entertainment Weekly ha anch'esso dato un buon responso, assegnando al disco il B-, e ha dichiarato che "il genere ormai troppo vecchio per essere chiamato nü-metal non esagera decisamente per capaci vocalisti con la spina dorsale - facciamo per ora l'esempio delle donne. Amy Lee, leader della tetra rock band dell'Arkansas, gli Evanescence, è un'eccezione". Kirk Miller dal Rolling Stone ha dato una recensione più critica al disco, insignendolo di tre stelle su cinque, e ha detto che "quando la leader Amy Lee canta di giacere 'nel mio campo di fiori di carta' e di 'versare rimorsi', lei dona a Fallen una raccapricciante sfumatura spirituale che manca nei ragazzi new-metal". Adrien Begrand di PopMatters si è mosso su un sentiero negativo, sostenendo che l'album è "praticamente privo di fantasia ed insignificante come qualsiasi altra cosa nel suo genere, ha una piccola manciata di momenti trascendentali, ma anche una devastante scarsità di avventurosità musicale". Egli ha nonostante tutto esaltato la voce "sublime, incantevole e angelica" di Amy Lee, e ha dichiarato che gli "Evanescence non sarebbero niente" senza di lei. Christa Titus della rivista Billboard ha analizzato Fallen ribattezzandolo come un "contratto studiato a fondo".

## Controversia con le case discografiche cristiane

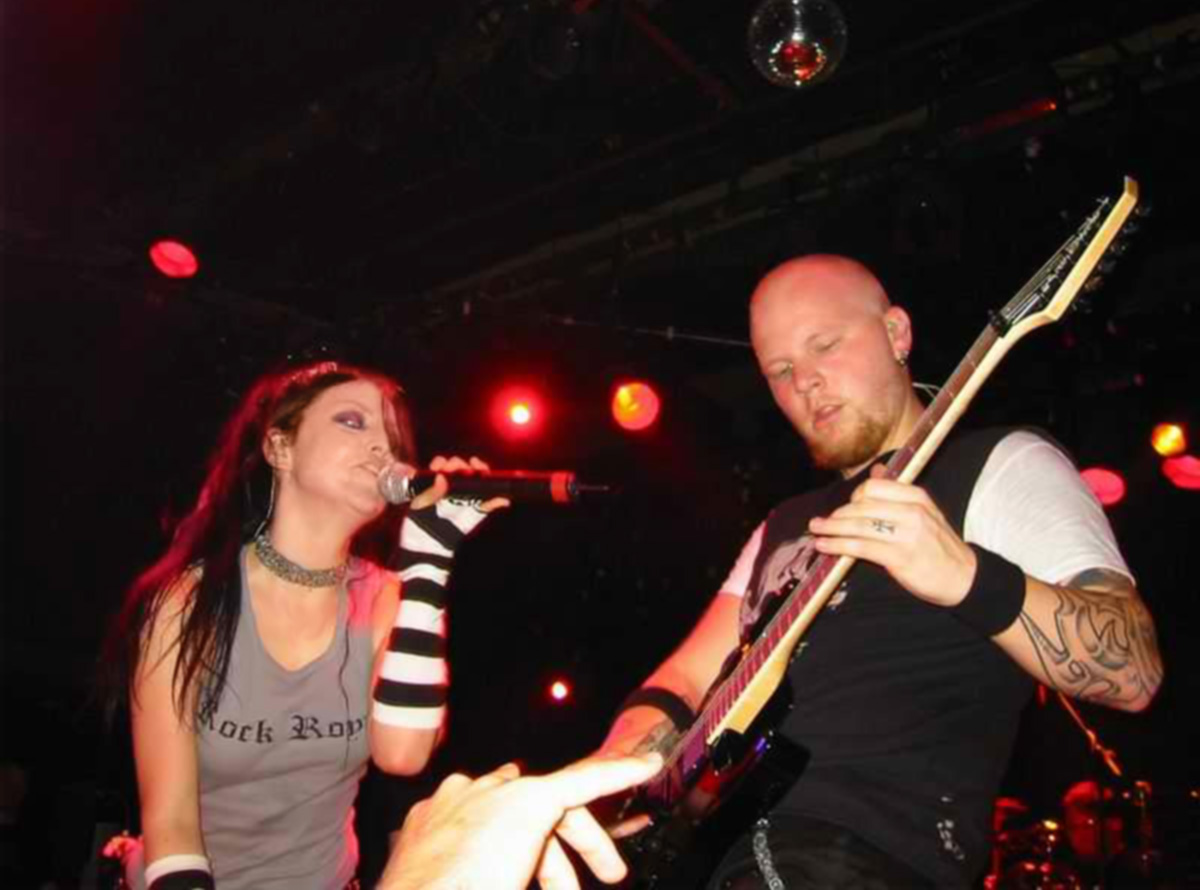
Evanescence che suonano nel 2003 a Barcellona.

Gli Evanescence erano stati originariamente promossi nei negozi di dischi cristiani. Tuttavia il gruppo ha negato di far parte del genere Christian rock, come invece i colleghi artisti della Wind-up Records dei Creed. Ad aprile 2003 il presidente della Wind-up Records, Alan Meltzer, inviò una lettera alla radio cristiana e ai punti di rivendita spiegando che «nonostante la sfumatura spirituale che ha acceso l'interesse e la frenesia delle comunità religiose cristiane», gli Evanescence «sono una band laica e vedono la loro musica come puro intrattenimento». Perciò ha specificato che la Wind-up «crede con certezza che non appartengano più ai mercati cristiani». Quasi immediatamente dopo il recapito della lettera, molte stazioni radio cristiane tolsero Fallen dalle loro playlist. Terry Hemmings, presidente della casa di distribuzione di musica cristiana, la Provident, ha espresso la sua perplessità a proposito della doppia faccia della band, sostenendo che «loro sapevano chiaramente che l'album sarebbe stato venduto in questi punti di vendita cristiani». Nel 2006 Amy Lee si è difesa dalle accuse, dichiarando in un'intervista con Billboard di essere stata contraria sin dall'inizio ad essere considerata parte di una «band cristiana».

## Singoli
Da Fallen sono stati estratti quattro singoli ufficiali: Bring Me to Life, che è stato inserito nella colonna sonora del film Daredevil, Going Under, My Immortal e Everybody's Fool. Per ognuno dei quattro singoli è stato realizzato un videoclip. Il video di My Immortal è stato diretto da David Mould, mentre i restanti tre sono stati diretti da Philipp Stölzl. Nel giugno 2004 è stata inoltre pubblicata, in Germania e in Spagna, come singolo promozionale, la canzone Imaginary, di cui non è stato realizzato nessun video.

## Tracce
Crediti adattati ai dati riportati nel sito della ISWC.
Testi e musiche di Ben Moody, Amy Lee e David Hodges, eccetto dove indicato.
1. Going Under – 3:34
2. Bring Me to Life – 3:55
3. Everybody's Fool – 3:15
4. My Immortal – 4:22
5. Haunted – 3:05
6. Tourniquet – 4:38 (Ben Moody, Amy Lee, David Hodges, Rocky Gray) – cover del brano dei Soul Embraced
7. Imaginary – 4:16
8. Taking Over Me – 3:48 (Ben Moody, Amy Lee, David Hodges, John LeCompt)
9. Hello – 3:40
10. My Last Breath – 4:07
11. Whisper – 5:27

Bonus tracks
1. Farther Away – 3:58 – presente nella versione giapponese
2. My Immortal (Band Version) – 4:33 – integrata in tutte le copie di Fallen successive all'uscita del singolo (2004)

Limited edition DVD
- Bring Me to Life (video)

### 20th Anniversary Edition
Ciascun brano è stato rimasterizzato nel 2023.
1. Going Under – 3:34
2. Bring Me to Life – 3:56
3. Everybody's Fool – 3:15
4. My Immortal – 4:22
5. Haunted – 3:05
6. Tourniquet – 4:38
7. Imaginary – 4:16
8. Taking Over Me – 3:48
9. Hello – 3:40
10. My Last Breath – 4:07
11. Whisper – 5:27
12. My Immortal (Band Version) – 4:33
13. Breathe No More – 3:48
14. Farther Away – 3:59
15. Missing – 4:18
16. My Immortal (Strings Version) – 4:34
17. Bring Me to Life (Demo) – 3:52
18. Bring Me to Life (AOL Session / 2003) – 3:37
19. Going Under (Live Acoustic / 2003) – 3:15
20. Bring Me to Life (Live On Triple M's Garage Session / 2020) – 3:41
21. My Immortal (Live At O2 Arena / 2022) – 4:50

## Formazione
Gruppo
- Amy Lee – voce
- Ben Moody – chitarra solista, percussioni, pianoforte (tracce 4 e 13)
- John LeCompt – chitarra ritmica
- David Hodges – pianoforte, tastiera

Altri musicisti
- Francesco DiCosmo – basso
- Josh Freese – batteria, percussioni
- Paul McCoy – seconda voce (traccia 2)
- Will Boyd – basso (traccia 13)
- Rocky Gray – batteria (traccia 13)
- Millennium Choir – coro (tracce 3, 5, 7 e 11)

## Successo commerciale
Fallen ha riscosso un sorprendente successo planetario. L'album ha debuttato alla numero 7 nella Billboard 200 con oltre 141 000 copie vendute nella prima settimana. Fallen trascorse centoquattro settimane nella Billboard 200, cinquantotto delle quali tra le venti posizioni più alte, salendo sino al terzo posto il 14 giugno 2003. Quando la lasciò, Fallen sostò nella classifica Billboard Top Pop Catalog oltre duecentoventitré settimane. Poi rientrò nella classifica degli album più venduti in America il 13 marzo 2010 al centonovantaduesimo posto. Fallen si posizionò diciannovesimo tra i migliori album del decennio nella Billboard 200.
Fallen fu l'ottavo disco più venduto degli Stati Uniti nel 2004, con circa 2.6 milioni di copie vendute. L'album ad oggi ha venduto più di 8 milioni di copie in America e oltre 17 milioni in tutto il mondo.

## Classifiche

### Classifiche settimanali
| Classifica (2003/04) | Posizione massima |
| -------------------- | ----------------- |
| Australia            | 1                 |
| Austria              | 1                 |
| Belgio (Fiandre)     | 3                 |
| Belgio (Vallonia)    | 4                 |
| Canada               | 1                 |
| Danimarca            | 1                 |
| Europa               | 1                 |
| Finlandia            | 1                 |
| Francia              | 2                 |
| Germania             | 2                 |
| Giappone             | 7                 |
| Grecia               | 1                 |
| Irlanda              | 5                 |
| Italia               | 3                 |
| Norvegia             | 3                 |
| Nuova Zelanda        | 2                 |
| Paesi Bassi          | 2                 |
| Polonia              | 3                 |
| Portogallo           | 1                 |
| Regno Unito          | 1                 |
| Russia               | 1                 |
| Spagna               | 6                 |
| Stati Uniti          | 3                 |
| Svezia               | 3                 |
| Svizzera             | 2                 |
| Ungheria             | 18                |

### Classifiche di fine decennio
| Classifica (2000–09) | Posizione |
| -------------------- | --------- |
| Stati Uniti          | 19        |

### Classifiche di fine anno
| Classifica (2003) | Posizione |
| ----------------- | --------- |
| Australia         | 15        |
| Austria           | 17        |
| Belgio (Fiandre)  | 38        |
| Belgio (Vallonia) | 17        |
| Finlandia         | 16        |
| Francia           | 10        |
| Germania          | 9         |
| Italia            | 13        |
| Nuova Zelanda     | 6         |
| Paesi Bassi       | 23        |
| Regno Unito       | 15        |
| Spagna            | 15        |
| Stati Uniti       | 8         |
| Svezia            | 5         |
| Svizzera          | 3         |
| Classifica (2004) | Posizione |
| Australia         | 7         |
| Austria           | 15        |
| Belgio (Fiandre)  | 12        |
| Belgio (Vallonia) | 16        |
| Finlandia         | 59        |
| Francia           | 20        |
| Germania          | 10        |
| Italia            | 41        |
| Nuova Zelanda     | 14        |
| Paesi Bassi       | 10        |
| Regno Unito       | 59        |
| Stati Uniti       | 6         |
| Svezia            | 39        |
| Svizzera          | 15        |

## Date di pubblicazione
| Paese       | Data              | Etichetta                     | Formato                | Catalogo      |
| ----------- | ----------------- | ----------------------------- | ---------------------- | ------------- |
| Stati Uniti | 4 marzo 2003      | Wind-up Records               | CD, download digitale  | 60150-13063-2 |
| Canada      | 1º aprile 2003    | Wind-up Records, Epic Records | CD, download digitale  | EK 91746      |
| Austria     | 28 aprile 2003    | Wind-up Records, Epic Records | CD, download digitale  | WIN 510879 2  |
| Germania    | 28 aprile 2003    | Wind-up Records, Epic Records | CD, download digitale  | WIN 510879 2  |
| Regno Unito | 28 aprile 2003    | Wind-up Records, Epic Records | CD, download digitale  | WIN 687043 2  |
| Australia   | 19 maggio 2003    | Wind-up Records, Epic Records | CD, download digitale  | 510879200     |
| Francia     | 20 maggio 2003    | Wind-up Records, Epic Records | CD, download digitale  | WIN 510879 2  |
| Giappone    | 7 luglio 2003     | Epic/Sony Records             | CD, download digitale  | EICP-253      |
| Giappone    | 9 settembre 2003  | Epic/Sony Records             | Limited Edition CD+DVD | EICP-242      |
| Austria     | 26 gennaio 2004   | Wind-up Records, Epic Records | Ristampa               | WIN 510879 9  |
| Germania    | 26 gennaio 2004   | Wind-up Records, Epic Records | Ristampa               | WIN 510879 9  |
| Francia     | 4 febbraio 2004   | Wind-up Records, Epic Records | Ristampa               | WIN 510879 9  |
| Regno Unito | 23 febbraio 2004  | Wind-up Records, Epic Records | Ristampa               | WIN 510879 9  |
| Austria     | 25 settembre 2009 | Wind-up Records, EMI          | Ristampa               | WIN 687043 2  |
| Germania    | 25 settembre 2009 | Wind-up Records, EMI          | Ristampa               | WIN 687043 2  |
| Regno Unito | 28 settembre 2009 | Wind-up Records, EMI          | Ristampa               | WIN 687043 2  |
| Francia     | 5 ottobre 2009    | Wind-up Records, EMI          | Ristampa               | WIN 687043 2  |
| Giappone    | 12 ottobre 2011   | EMI Music Japan               | Limited Edition        | TOCP-54276    |
| Stati Uniti | 21 maggio 2013    | Wind-up Records               | Remastered LP colorato | 60150-13359-1 |